# Georg Sobernheim
Georg Sobernheim (* 8. Juni 1865 in Charlottenburg bei Berlin; † 28. Februar 1963 in Grindelwald, Schweiz) war ein deutscher Mediziner, der sich mit Bakteriologie, Infektionskrankheiten und den zugehörigen Schutzimpfungen befasste.

## Lebensstationen
Geboren als Sohn des Berliner Ältesten der Kaufmannschaft legte er 1883 das Abitur am Friedrichs-Gymnasium Berlin ab. Danach studierte er zunächst Naturwissenschaften (Mathematik und Chemie) an der Universität Leipzig und ab SS 1884 Medizin an der Universität Berlin. Dort folgte er seinem Vater in die Landsmannschaft Normannia. An der Universität Berlin wurde er 1891 mit einer Arbeit über Pneumonie und Lungen-Tuberkulose zum Dr. med. promoviert.
Im Anschluss an die Promotion volontierte Sobernheim bei Robert Koch. 1892 wurde er Assistent am hygienischen Institut der Universität Marburg unter Carl Fraenkel. 1895 wechselte er in derselben Position an die Universität Halle. Dort wurde er 1897 mit einer Arbeit über Milzbrandimmunität habilitiert und 1902 zum Professor ernannt. 1907 fand er in Berlin Anstellung als Abteilungsvorsteher am städtischen Untersuchungsamt für hygienische und gewerbliche Zwecke.
Am Ersten Weltkrieg nahm Sobernheim ab Herbst 1914 aktiv als Oberarzt im Feldlazarett III des III. AK teil. Nach Verleihung des EK II und Beförderung zum Stabsarzt dR im April 1915 wurde er als Arzt im Garnisonslazarett I in Berlin eingesetzt.
Im April 1918 folgte Sobernheim einem Ruf an das hygienische Institut der Universität Bern, die ihn 1922 zum ordentlichen Professor und später zum Ordinarius für Hygiene und Bakteriologie ernannte. Nach seiner Emeritierung 1931/32 lebte er als Privatdozent in Grindelwald.

## Forschungstätigkeiten
Sobernheim beschäftigte sich vorwiegend mit Infektionskrankheiten. Neben Cholera, Pocken, Syphilis und Tuberkulose führte er experimentelle Arbeiten über Immunität und Prophylaxe des Milzbrandes sowie die Variabilität von Mikroorganismen durch. Anerkannte wissenschaftliche Monographien erfasste er über Immunität, Milzbrand, Rinderpest, Spirochäten und Schutzimpfungen.
Die von ihm entwickelte Schutzimpfung gegen Milzbrand wurde von der Landwirtschaftskammer in Versuchsreihen getestet und schließlich von der Firma Merck KGaA in die Produktion überführt. 1903 erhielt er Urlaub, um die Einführung des Impfverfahrens in Argentinien zu überwachen. In Berlin befasste er sich später auch mit praktischen Problemen der Desinfektion.

## Veröffentlichungen
- Über die Beziehungen zwischen Pneumonie und Lungen-Tuberculose, Berlin: Buchdr. v. G. Schade, 1891.
- Experimentelle Untersuchungen zur Frage der aktiven und passiven Milzbrandimmunität, Halle a. S. : Kaemmerer, 1897.
- Leitfaden für Desinfektoren, Halle (Saale) : C. Marhold, 1907, 5. Auflage 1927.
- Über Bücherdesinfektion, Berlin: Verl. f. Volkswohlfahrt, 1910.
- Handbuch der Allgemeinen Pathologie, L. Krehl. - Leipzig : Hirzel, 1908 – weitere Teilausgaben 1912, 1913, 1915, 1921.
- Über Tuberkulose, ihre Entstehung und Verhütung, Bern : Francke, 1920.
- Pocken und Pockenbekämpfung, Bern : E. Bircher, 1921.
- Milzbrand, In: Handbuch der biologischen Arbeitsmethoden. Abt. XIII, Methoden der experimentellen Therapie und der Immunitätsforschung, Berlin : Urban & Schwarzenberg, 1922–1933, S. 471–486.
- Allgemeines über Spirochäten, Geflügelspirochäte, Syphilisspirochäte (Spirochasta pallida s. Treponema pallidum Schaudinn), In: Handbuch der pathogenen Mikroorganismen, Aufl. 3, Bd. 7–1, Jena : Fischer, 1927–1931.
- Alkohol als Desinfektionsmittel, Basel : Schwabe, 1943, 2. erg. Aufl. 1947.